# William Van Horn
William Van Horn (ur. 15 lutego 1939 w Oakland) – amerykański rysownik, twórca komiksów głównie z Kaczorem Donaldem i Sknerusem McKwaczem.
Rysował także historyjki oparte na Kaczych opowieściach. W niektórych z nich głównym bohaterem był Śmigacz McKwak.
Jest też autorem komiksu Nervous Rex, który rysował dla Disneya.
W pierwszych latach kariery jako twórca disneyowskich komiksów współpracował z Johnem Lustigiem. W 1994 roku pomógł Carlowi Barksowi stworzyć historyjkę „Horsing Around with History” (pl. Tyle waży koń trojański, Kaczor Donald 35-36/2010), która została opublikowana w 33 numerze magazynu „Uncle Scrooge Adventures”.
Jego syn Noel także jest rysownikiem komiksów dla Disneya.

## Postacie stworzone przez Williama
- Baron Tyci-Tyci (ang. Baron Itzy Bitzy) – gwiżdżąca pchła Sknerusa.
- Bobek Robal (ang. Woimly Filcher) – wróg Donalda oraz Hyzia, Dyzia i Zyzia.
- Kwacjusz McLump (ang. Rumpus McFowl) – przyrodni brat Sknerusa.